# District Oest-Kamtsjatski
Het district Oest-Kamtsjatski (Russisch: Усть-Камчатский район; Oest-Kamtsjatski rajon) is een gemeentelijk district van de Russische kraj Kamtsjatka. Het bestuurlijk centrum is de havenplaats Oest-Kamtsjatsk aan de oostkust van het schiereiland Kamtsjatka. Het district telde 15.084 inwoners bij de volkstelling van 2002 tegen 28.867 bij die van 1989.

## Geografie
Het district omvat de gebieden rond de benedenloop van de Kamtsjatkarivier. In het noorden grenst het aan het district Karaginski, in het westen aan het district Tigilski en het district Bystrinski, in het zuiden aan het district Milkovski en het district Jelizovski en in het oosten aan de Grote Oceaan, waar zich iets uit de kust de Komandorski-eilanden bevinden, waaromheen het district Aleoetski is geformeerd.
In het district bevinden zich verschillende meren, zoals het Nerpitsjemeer, Azjabatsjemeer, Chartsjinskojemeer en het Stolbojemeer. Ook bevinden zich hier de noordelijkste vulkanen van Kamtsjatka; de Sjiveloetsj, Kljoetsjevskaja Sopka, Bezymjanny ("zonder naam") en de Ploski Tolbatsjik.

## Economie en transport
In het gebied bevinden zich vooral activiteiten rond de visserij en visverwerking, bosbouw, bontjacht (oorspronkelijke bevolking) en de landbouw.
Bij Oest-Kamtsjatsk bevindt zich een luchthaven, waarop wordt gevlogen vanaf Petropavlovsk-Kamtsjatski. Alle plaatsen in het district zijn tevens bereikbaar via de hoofdweg vanuit Petropavlovsk-Kamtsjatski, maar deze bevindt zich in slechte staat.

## Geschiedenis
Het district maakte tijdens het Russische Rijk deel uit van het district rond Nizjnekamtsjatsk, dat onderdeel vormde van het oblast Kamtsjatka. In de Russische Burgeroorlog werd Kamtsjatka bezet door Japanse legers, die tegen 1925 zich weer terug hadden getrokken. Op 1 april 1926 (of 27 januari 1926) werd het gouvernement opgeheven en de oblast Kamtsjatka geformeerd, waarbij het district Oest-Kamtsjatski als een van de 8 rajons werd ingesteld op de plaats van het district rond Nizjnekamtsjatsk. Onder het district vielen de volgende plaatsen bij stichting: Oest-Kamtsjatsk, Nikolajevka, Tsjorny Jar, Nizjnekamtsjatsk, Kamaki, Kresty, Oesjki, Kozyrevsk, Tolbatsjik, Sjtsjapino, Mamoera, Chartsjino, Jelovka, Kroetoberegaja, Kamenka, Chvalenka, Ozernaja, Oeka, Pekoeka, Krasny Jar en Sredne-Kamtsjatsk.
Oest-Kamtsjatsk groeide al snel uit tot de belangrijkste plaats en toen veel plaatsen werden gesloten in het kader van de concentratie van de bevolking, kwamen veel inwoners daarvan naar deze plaats. Een andere plaats in het district met een grote groei was Kljoetsji, waar een bosbouwbedrijf werd opgezet. Tevens werd het testgebied Koera in 1955 opgezet voor het meten van de inslagen van ballistische raketten. Kljoetsji werd afgescheiden van het district in 1979, maar werd in 2004 weer onderdeel van het district. Na de val van de Sovjet-Unie nam de bevolking van het district dramatisch af en werd Kljoetsji de grootste plaats.

## Bestuurlijke indeling
Tot het district behoren 3 selskië poselenia (sp). Hieronder staan deze 3 met de erbij behorende plaatsen, hun inwoneraantallen (1 juli 2007) en postcodes (s.=selo; p.=posjolok; pgt.=nederzetting met stedelijk karakter). De plaatsen waar het bestuur zich bevindt staan bovenaan onder elke sp.
| Type | Naam               | Russisch           | Inwoners           | Postcode           |
| sp   | Oest-Kamtsjatskoje | Oest-Kamtsjatskoje | Oest-Kamtsjatskoje | Oest-Kamtsjatskoje |
| pgt. | Oest-Kamtsjatsk    | Усть-Камчатск      | 4.398              | 684415             |
| s.   | Kroetoberegovo     | Крутоберегово      | 330                | 684412             |
| sp   | Kljoetsjevskoje    | Kljoetsjevskoje    | Kljoetsjevskoje    | Kljoetsjevskoje    |
| pgt. | Kljoetsji          | Ключи              | 6.356              | 684400             |
| sp   | Kozyrjovskoje      | Kozyrjovskoje      | Kozyrjovskoje      | Kozyrjovskoje      |
| p.   | Kozyrjovsk         | Козырёвск          | 1.654              | 684405             |
| s.   | Majskoje           | Майское            | 162                | 684406             |